# Course Marseille-Cassis 2011
Navigation
Édition précédente Édition suivante
Le Marseille-Cassis 2011 est la 33e édition de la course Marseille-Cassis qui a eu lieu en France le 30 octobre 2011.

## Résultats

### Hommes
| Rang | Temps           | Athlète              |
| ---- | --------------- | -------------------- |
|      | 58 min 10 s     | Atsedu Tsegay        |
|      | 58 min 37 s     | Azmeraw Bekele       |
|      | 59 min 20 s     | Philemon Kimeli Limo |
| 4    | 1 h 01 min 00 s | Yakob Jarso          |
| 5    | 1 h 01 min 10 s | Titus Masai          |
| 6    | 1 h 01 min 44 s | Dickson Marwa        |
| 7    | 1 h 01 min 48 s | Philemon Yator       |
| 8    | 1 h 02 min 04 s | Mohamed El-Hachimi   |
| 9    | 1 h 02 min 49 s | Kenneth Kipkemoi     |
| 10   | 1 h 05 min 00 s | Samson Kiflemarian   |
| 11   | 1 h 05 min 23 s | Assefa Belete        |
| 12   | 1 h 05 min 25 s | Josephat Muraga      |
| 13   | 1 h 05 min 47 s | El Hassane El Ahmadi |
| 14   | 1 h 06 min 23 s | Kahlid El-Aamri      |
| 15   | 1 h 07 min 41 s | Mohamed Jourhaoui    |
| 16   | 1 h 07 min 44 s | Vincent Rousseau     |
| 17   | 1 h 08 min 17 s | Hedi Bouazzaoui      |
| 18   | 1 h 08 min 52 s | Yahaya Nahantchi     |
| 19   | 1 h 09 min 01 s | Kabirou Dan-Mallan   |
| 20   | 1 h 09 min 13 s | David Vallat         |

### Femmes
| Rang | Temps           | Athlète           |
| ---- | --------------- | ----------------- |
|      | 1 h 08 min 17 s | Lydia Cheromei    |
|      | 1 h 08 min 39 s | Atsede Baysa      |
|      | 1 h 12 min 31 s | Cynthia Jerotich  |
| 4    | 1 h 14 min 48 s | Natalya Volgina   |
| 5    | 1 h 16 min 18 s | Aline Camboulives |